# Michael Meyer-Blanck
Michael Meyer-Blanck (ur. w 1954 w Cuxhaven) – niemiecki duchowny i teolog luterański, profesor Wydziału Teologii Ewangelickiej Uniwersytetu w Bonn, specjalista w zakresie teologii praktycznej i pedagogiki religii.

## Życiorys
W latach 1972–1979 odbył studia w Kolonii, Moguncji, Heidelbergu i Getyndze. W latach 1979 i 1981 zdał pierwszy i drugi egzamin kościelny. Został duchownym Ewangelicko-Luterańskiego Kościoła Hanoweru. W latach 1979–1987 wykonywał pracę duszpasterską w Getyndze i Bramstedt. Od 1987 do 1995 był docentem Instytutu Pedagogiki Religii w Loccum (religionspädagogischen Institut in Loccum). W 1991 uzyskał stopień naukowy doktora, w 1994 uzyskał habilitację w zakresie teologii praktycznej na Uniwersytecie w Münster. W 1995 został profesorem pedagogiki religii, homiletyki i liturgiki na Uniwersytecie Humboldta w Berlinie, a w 1997 profesorem Uniwersytetu w Bonn.
W 2006 został przewodniczącym Konferencji Liturgicznej Ewangelickiego Kościoła Niemiec (Liturgische Konferenz der Evangelische Kirche in Deutschland). Pełni także funkcję przewodniczącego Naukowego Towarzystwa Teologicznego (Wissenschaftliche Gesellschaft für Theologie).
Senat Chrześcijańskiej Akademii Teologicznej w Warszawie nadał mu w 2017 tytuł doktora honoris causa.

## Wybrane publikacje
- Vom Symbol zum Zeichen. Symboldidaktik und Semiotik, Rheinbach 2002.
- Inszenierung des Evangeliums. Ein kurzer Gang durch den Sonntagsgottesdienst nach der Erneuerten Agende, Göttingen 1997.
- Kleine Geschichte der evangelischen Religionspädagogik. Dargestellt anhand ihrer Klassiker, Gütersloh 2003.
- Evangelisch in Rom. Der etwas andere Reiseführer (współautor: Jürgen Krüger), Göttingen 2008.
- Arbeitsbuch Praktische Theologie. Ein Begleitbuch zu Studium und Examen in 25 Einheiten (współautorka: Birgit Weyel), Göttingen 2008.
- Liturgie und Liturgik. Der evangelische Gottesdienst aus Quellentexten erklärt, Göttingen 2009.
- Gottesdienstlehre, Tübingen 2011[1]